# Sugarloaf Island (Südliche Shetlandinseln)
Sugarloaf Island (von englisch sugarloaf ‚Zuckerhut‘; spanisch Islote Pan de Azúcar ‚Zuckerbrotinsel‘) ist eine kleine Insel im Archipel der Südlichen Shetlandinseln. Sie liegt auf halbem Weg zwischen Kap Lloyd und Kap Bowles vor der Ostküste von Clarence Island.
Die deskriptive Benennung der Insel geht auf US-amerikanische und britische Robbenjäger zurück und ist seit mindestens 1822 etabliert.